# إلمور كينر
إلمور كينر (بالإنجليزية: Elmore Keener)‏ هو شخصية أعمال أمريكي، ولد في 5 نوفمبر 1935، وتوفي في 22 أكتوبر 1973.